# Major László Sándor
Major László Sándor (Budapest, 1964 –) festőművész.

## Élete
Erdőkertesen töltötte gyermekkorát, és végezte az általános iskolát. Tanulmányait Budapesten folytatta, majd oda is költözött. Megnősült, két gyermekük született, akiket Kistarcsán neveltek feleségével, ahol jelenleg is élnek. 
Pályáját 1981-ben TMK villanyszerelőként kezdte, egy nagyvállalatnál, ahol megismert számtalan gépet, szakmai fogást, a kor csúcstechnikáját. Az automata gépektől, a galvanizáló berendezésig, az optikai esztergától a szikraforgácsolóig. A rendszerváltás idején vállalkozóként dolgozott. Pénzügyi területen tanult tovább, mérlegképes könyvelői képesítést szerzett.

## Művészete
Gyermekkorától szeretett barkácsolni, fúrni, faragni. Édesapja mechanikai, nagybátya az elektronikai ismereteit alapozta meg. Szerette, ha lágy mozgás van a közelében. 2003-ban egy francia kinetikus szobrász munkái láttán elhívást kapott. Első, bátortalan lépéseit már 2005-ben egyéni kiállításon mutatta be. Festés nélkül kinetikus képeket, kisplasztikákat készített. 
A teljes elköteleződést egy betegség utáni lábadozás hozta el. Elhatározta, hogy a művészet felé fordul. Ekkor született a fénylő képek ötlete. 55 évesen kezdett el festeni, hogy a mozgó, fénylő szerkezeteinek egy festménnyel megfelelő hátteret adjon. Majd rájött, hogy ennél többet is tehet. A mozgó és fénylő elemeknek a dinamikus absztrakt festmény egységes, nélkülözhetetlen részévé kell válniuk.
A festést tanult művészektől sajátította el. Első mestere dr. Kesztyűs Ferenc, aki feltalálója az időt álló tűzzománc-kerámia festéknek és a SziloKing szilikon művészfestéknek. Majd Andreé Annamária a realista irányzattal ismertette meg. Az áttörést Terdik Szilvia festőművész hozta el, aki az absztrakt festészet világába kalauzolta, ahol különféle struktúrákkal, matériákkal dolgozhatott. Munkásságát Krúdy-bronzéremmel ismerték el. 

## Társadalmi szerepvállalás
A Corvin Művész Kör alelnöke és alapító tagja. A Krúdy Gyula Irodalmi Kör munkájában jelentős szerepet vállal. Egyebek mellett három helyszínen szervez havonta megújuló kiállításokat. Elsősorban festőművészeknek, de kisplasztikák, kerámiák és a gyöngyfűzés is helyet kapnak. Több művészeti körben is bemutatja munkáit.  

## Kiállítások
(önálló kiállítás vastagon kiemelve)
- 2005 Kistarcsai napok
- 2009 Budapest, Vajdahunyad Vár
- 2010 Budapest, Vajdahunyad Vár
- 2013 Kiskun Múzeum
- 2019 Kistarcsai napok
- 2019-2020 Budapest, Párisi udvar galéria
- 2020 Budapest, Benczúr Hotel Munkácsi terem
- 2020 Budapest, Kelenvölgyi Közösségi Ház
- 2020 Budapest, Kondor Béla Közösségi Ház
- 2021 Budapest, Párisi udvar galéria virtuális kiállítás
- 2021 Budapest, Rocky Monday
- 2021 Budapest, Párisi udvar galéria
- 2021 Budapest, Kondor Béla Közösségi Ház
- 2021 Budapest, Duna Palota
- 2021 Budapest, Civil Ház
- 2021 Budapest, Corvin Művelődési Ház
- 2021 Budapest, VOLVO Galéria
- 2022 Budapest, Törekvés Művelődési Ház
- 2022 Budapest, Újpest Szabó Ervin Könyvtár
- 2022 Budapest, Pataki Művelődési Ház
- 2022 Örkény Szabadidő Központ
- 2022 Csömör Petőfi Sándor Művelődési Ház
- 2022 Örkény Alkotások Háza
- 2022 Csömör Petőfi Sándor Művelődési Ház
- 2022 Budapest, Belvárosi Művészklub
- 2022 Vereb, Jurta Galéria
- 2022 Budapest, VOLVO Galéria
- 2022 Budapest, Kondor Béla Közösségi Ház
- 2022 Budapest, Zila Kávéház Krúdy Kör
- 2022 Budapest, Erzsébetligeti Színház
- 2022 Budapest, Zila Kávéház Krúdy Kör
- 2023 Örkény Szabadidő Központ
- 2023 Budapest, Zila Kávéház Krúdy Kör
- 2023 Budapest, Kovács Attila Galéria
- 2023 Óbuda – Óhegy Klubház
- 2023 Idea 2023 Kiállítás
- 2023 Kovács Attila Galéria
- 2023 Fonyód Feng Shui Galéria
- 2023 Erzsébetligeti Kultúrház
- 2023 Székesfehérvár Árpád Fürdő Galéria
- 2024 FÉM ARTS & CAFÉ Színház
- 2024 MUZA MŰVÉSZETEK HÁZA GÖDÖLLŐ''''

## Médiamegjelenések
- 2021 A Régió Plusz Televízió riportja
- 2021 A Diplomata Magazinban megjelent cikk Szendi Horváth Évától
- 2021 A Szilas Televízió riportja a Volvo Galéria megnyitójáról
- 2021 A Pestdivat újságban megjelent cikk Szendi Horváth Évától
- 2022 A Pestdivat újságban megjelent cikk Szendi Horváth Évától
- Rövid videó a munkámról